# Josiah William Bailey

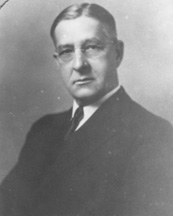
Josiah William Bailey

Josiah William Bailey (* 14. September 1873 in Warrenton, Warren County, North Carolina; † 15. Dezember 1946 in Raleigh, Wake County, North Carolina) war ein US-amerikanischer Politiker. Zwischen 1931 und 1946 vertrat er den Bundesstaat North Carolina im US-Senat.

## Werdegang
Josiah Bailey besuchte die öffentlichen Schulen in Raleigh, wohin er mit seinen Eltern gezogen war. Dort absolvierte er auch die Raleigh Male Academy. Anschließend studierte er bis 1893 am Wake Forest College, der heutigen Wake Forest University. Von 1893 bis 1907 war er Herausgeber des Bibelmagazins Biblical Recorder. Von 1896 bis 1900 gehörte er auch dem Landwirtschaftsausschuss seines Staates an (State board of agriculture). Nach einem Jurastudium und seiner im Jahr 1908 erfolgten Zulassung als Rechtsanwalt begann er in Raleigh in seinem neuen Beruf zu arbeiten. Zwischen 1913 und 1921 leitete er die Bundessteuerbehörde für North Carolina (United States collector of internal revenue for North Carolina). Politisch gehörte er der Demokratischen Partei an. Im Jahr 1915 gehörte er auch einer Versammlung zur Überarbeitung der Staatsverfassung an und im Jahr 1930 wurde er Kurator der University of North Carolina.
Bei den Wahlen des Jahres 1930 wurde Josiah Bailey als Kandidat seiner Partei in den US-Senat gewählt, wo er am 4. März 1931 die Nachfolge von Furnifold McLendel Simmons antrat, den er in den Vorwahlen seiner Partei geschlagen hatte. Nach zwei Wiederwahlen konnte er sein Mandat zwischen dem 4. März 1931 und seinem Tod am 15. Dezember 1946 ausüben. Zwischenzeitlich war er Vorsitzender des Ausschusses für Schadensansprüche und Mitglied im Handelsausschuss. Bailey war relativ konservativ. Er war ein Kritiker der New Deal Politik von Präsident Franklin D. Roosevelt. Seit 1941 war auch die Arbeit des Kongresses von den Ereignissen des Zweiten Weltkriegs bestimmt.